# Radical 209
Le radical 209, qui signifie le nez, est un des 2 des 214 radicaux chinois répertoriés dans le dictionnaire de Kangxi composés de quatorze traits.
Le caractère Unicode de 鼻 est 9F3B.

## Caractères avec le radical 209
| nombre de traits          | caractères |
| ------------------------- | ---------- |
| Sans trait supplémentaire | 鼻         |
| 2 traits supplémentaires  | 鼼 鼽      |
| 3 traits supplémentaires  | 鼾 鼿      |
| 5 traits supplémentaires  | 齀 齁      |
| 8 traits supplémentaires  | 齂         |
| 9 traits supplémentaires  | 齃 齄      |
| 10 traits supplémentaires | 齅 齆      |
| 11 traits supplémentaires | 齇         |
| 13 traits supplémentaires | 齈         |
| 22 traits supplémentaires | 齉         |